# Cryphia tripuncta
Cryphia tripuncta är en fjärilsart som beskrevs av Max Wilhelm Karl Draudt 1950. Cryphia tripuncta ingår i släktet Cryphia och familjen nattflyn. Inga underarter finns listade i Catalogue of Life.